# 娑婆
娑婆（しゃば、さば、梵: sahā, サハー）は、仏教において、釈迦が衆生を教化するこの世界、すなわちこの世のこと。仏教における三千世界の総称であり、娑婆世界、娑界ともいう。「サハー」には、その意味を表す「忍土（にんど） 」という意訳語もある。忍土とは、「苦しみを耐え忍ぶ場所」という意味である。
仏教用語でない用法としては、第一に人間の世界、この世、俗世間、第二に 刑務所内や軍隊・遊郭などの自由が束縛されている世界に対して、その外の自由な世界を指す。

## 原語と漢訳
原語とされる梵: sahāは「大地」を意味し、動詞の梵: sahは「忍ぶ」「堪ふ」を意味する。漢訳では sahā は忍土、忍界、堪忍、堪忍土、娑訶（しゃか）、索訶（さくか）、堪忍（たんにん）、能忍などと訳される。娑婆の原語を梵: sabhāとする場合には、雑会（ぞうえ）と漢訳された。

此の仏の世界を娑婆と名づくべし、何の因緣の故に名づけて婆婆と日ふや。是の諸の衆生は三毒及び諸の煩悩を忍受す、是の故に彼の界を名づけて忍土と日ふ
—悲華経 第5巻

## 日本での用例
江戸時代になり、吉原などの遊郭では、金さえ出せば身分に関係なく、自由に心ゆくまで遊べるということから、遊郭を「浄土」に見立て、郭（くるわ）の外の世界を娑婆と呼んだ。しかし一方、「籠の鳥」になっている遊女の視点から見ると、郭の中は地獄で、外の世界である「娑婆」こそ、自由に過ごせる人間的な世界である。この「遊女の視点」の意味合いのほうがだんだん一般的になっていき、軍隊や刑務所、閉鎖病棟などの拘束を受ける場所と外の世界を対比して、自由に過ごせる外の世界という肯定的な意味合いで娑婆と表現するようになった。
2017年現在、日本の公娼制度や軍隊は廃止になったが、刑務所や自衛隊（営内居住が義務となる自衛隊員）、社会的入院を強いられる病院、老人ホームなどに対し、外（俗世）の世界を『娑婆』と言うことが多い。